# Chazón
Chazón es una localidad ubicada al suroeste de la provincia de Córdoba, Argentina, en el departamento General San Martín.
Se encuentra en la intersección de las rutas provinciales RP 4 y RP 11, a 38 km de La Carlota Ruta 8, y a 75 km de Villa María Ruta 9. Es un pueblo de llanura árida. 
La base de su economía es la agricultura y la ganadería vacuna.

## Santo patrón
Santiago Apóstol es su patrón, cuya festividad es el 25 de julio.
- En 1940 se abre la Capilla Santiago Apóstol. La obra fue resultado de ingentes esfuerzos del pueblo.

## Historia
Fue fundada el 6 de diciembre de
1902, luego de que la compañía del Ferrocarril Villa María a Rufino adquiriera las tierras a dos empresarios suizos, que tenían extensiones de campos en la zona. En 1903 se inaugura la estación y llegan las primeras formaciones. El Club Sportivo y Biblioteca Chazon, que fueron 2 veces campeones de la Liga Beccar Varela y con 82 años de historia.

## Educación
• Jardín de Infantes "Arturo Umberto Illia"
DIRECTORA: Zandonadi, Gladys Beatriz.
• Escuela Primaria "Centro Educativo Miguel Rodríguez de la Torre"
DIRECTORA: Fernández, Gloria Maricel.
• Escuela Rural "Colonia la Ranchera", a 12 km
DIRECTORA: Arce, Stella
• Escuela Secundaria "IAICH" (Instituto Agrotécnico Industrial Chazón), con internado mixto. Además, el cursado de sus 7 años lectivos titula al flamante egresado como "Técnico en Producción Agropecuaria".
DIRECTORA: Saretti, Betiana Soledad.

## Sociales
En homenaje a los primeros pobladores, se levantó un "Monumento al Indio Pampa", obra del escultor no vidente Armando Fabre.
En abril de 2007  se realizó un homenaje a los caídos en las Islas Malvinas construyéndose un monolito en la entrada de Chazón frente al centinela Pampa que identifica a nuestro pueblo.
El Dr. Rolando Juan Mottino, médico generalista, ejerció su profesión durante más de cuarenta y ocho años en Chazón. Desde su modesto consultorio, dedicó su vida a vecinos de la localidad y del sudeste cordobés, sin distinción de condición alguna.

## Festival de doma
Desde 1967, en febrero, se hace en esta pequeña localidad cordobesa un festival de doma.

## Demografía
Según el último censo contaba con 1061 habitantes (Indec, 2010). 

## Terminal de ómnibus
La terminal de Chazón es muy utilizada por conectar a toda la región ya que es un centro de conexiones, teniendo frecuencias a las ciudades más importantes de la provincia. Cuenta con un bar comedor, baños, boleterías, depósito de encomiendas, 4 plataformas (que no son suficientes para la cantidad de coches en los días domingos o lunes feriados). En el 2008 pasaron por la terminal más de 40.000 pasajeros y más de 14.600 colectivos.
Chazón – Córdoba con 11 frecuencias diarias – empresa C.O.A.T.A S.A
Chazón - Villa María con 12 frecuencias diarias – empresa C.O.A.T.A S.A
Chazón – Río cuarto con 7 frecuencias diarias – empresa El Rayo de Plata
Chazón – Laboulaye con 2 frecuencias diarias – empresa C.O.A.T.A S.A
Chazón – La Carlota con 4 frecuencias diarias – empresa C.O.A.T.A S.A
Chazón – Corral de Bustos con 8 frecuencias diarias – empresa C.O.A.T.A S.A – El Rayo de Plata S.C
Chazón – Canals con 2 frecuencias diarias – empresa C.O.A.T.A S.A
Chazón – Arias con 2 frecuencias diarias – empresa C.O.A.T.A S.A – El Rayo de Plata S.C
Chazón – Jovita con 1 frecuencia diaria – empresa C.O.A.T.A S.A
Chazón – Retiro (Bs. As.) con 1 frecuencia diaria – Chevallier

### Horarios desde Chazón
HORA-EMPRESA-DESTINO-CALIDAD
00:00 -El RAYO de PLATA-RIO CUARTO-LOCAL
00:10 -C.O.A.T.A S.A-CORRAL de BUSTOS-LOCAL
01:00 -El RAYO de PLATA-RIO CUARTO (domingos o lunes feriados)-LOCAL
04:10 -C.O.A.T.A S.A-VILLA MARIA (lunes a sábado)-LOCAL
05:10 -C.O.A.T.A S.A-VILLA MARIA-CORDOBA-EXPRESO
05:10 -El RAYO de PLATA-RIO CUARTO-LOCAL
06:20 -C.O.A.T.A S.A-VILLA MARIA-CORDOBA-LOCAL
07:00 -El RAYO de PLATA-ARIAS ( vía Corral de Bustos)-LOCAL
07:00 -C.O.A.T.A S.A-LA CARLOTA-LOCAL
07:25 -C.O.A.T.A S.A-VILLA MARIA-CORDOBA (de lunes a viernes)-LOCAL
08:40 -C.O.A.T.A S.A-JOVITA-LOCAL
10:00 -C.O.A.T.A S.A-CORRAL de BUSTOS LOCAL
11:10 -El RAYO de PLATA-RIO CUARTO (de lunes a viernes)-LOCAL
11:10 -C.O.A.T.A S.A-CORDOBA-EXPRESO
11:40 -El RAYO de PLATA-CORRAL de BUSTOS (de domingos a viernes)
12:10 -C.O.A.T.A S.A-CANALS-LOCAL
13:10 -C.O.A.T.A S.A-VILLA MARIA-CORDOBA-EXPRESO
14:00 -El RAYO de PLATA-RIO CUARTO-LOCAL
14:30 -C.O.A.T.A S.A-VILLA MARIA-CORDOBA-EXPRESO
14:40 -El RAYO de PLATA-CORRAL de BUSTOS-LOCAL
15:30 -C.O.A.T.A S.A-LA CARLOTA-LOCAL
15:50 -C.O.A.T.A S.A-VILLA MARIA-CORDOBA-EXPRESO
16:00 -El RAYO de PLATA RIO CUARTO (de lunes a viernes)-LOCAL
17:00 -C.O.A.T.A S.A-VILLA MARIA-CORDOBA-EXPRESO
17:05 -C.O.A.T.A S.A-CORRAL de BUSTOS-LOCAL
17:10 -C.O.A.T.A S.A-UCACHA-LOCAL
18:10 -El RAYO de PLATA-CORRAL de BUSTOS (de lunes a viernes)-LOCAL
18:10 -C.O.A.T.A S.A-LA CARLOTA (de lunes a viernes)-LOCAL
19:30 -C.O.A.T.A S.A-VILLA MARIA-CORDOBA-LOCAL
19:50 -C.O.A.T.A S.A-VILLA MARIA-CORDOBA-LOCAL
19:50 -C.O.A.T.A S.A-CORRAL de BUSTOS-LOCAL
20:00 -El RAYO de PLATA-RIO CUARTO-LOCAL
21:00 -El RAYO de PLATA-ISLA VERDE(de domingos a viernes)-LOCAL
21:00 -C.O.A.T.A S.A-UCACHA (de domingos a viernes)-LOCAL
21:10 -C.O.A.T.A S.A-ARIAS (vía La Carlota)-LOCAL
21:30 -C.O.A.T.A S.A-LA CARLOTA-LOCAL
21:40 -C.O.A.T.A S.A-VILLA MARÍA–CÓRDOBA (domingos o lunes feriados)EXPRESO
22:30 -C.O.A.T.A S.A-CORRAL de BUSTOS (de lunes a viernes EXPRESO
23:00 -C.O.A.T.A S.A-LABOULAYE-LOCAL
23:10 -El RAYO de PLATA-RÍO CUARTO-LOCAL
El depósito de encomiendas es muy utilizado ya que desde allí se mandan y reciben encomiendas de todo el país ya que tiene el servicio de BUSPACK que es la red de distribución más grande del país en encomiendas que agrupa a las empresas de CHEVALLIER, FLECHABUS y URQUIZA.
Desde y a Chazón de Retiro, Rosario, Mendoza, Tucumán, Santa Fe, Santa Rosa, Santiago del Estero, Neuquén, Viedma, Catamarca, La Rioja, Posadas, Resistencia, Corrientes, San Juan, San Luis, Venado Tuerto, Rafaela, Villa Mercedes, Bahía Blanca, Bariloche, La Plata, Mar del Plata, Merlo (San Luis), San Francisco (Cba), y a más de 200 localidades de todo el país incluyendo todas las sierras cordobesas.

## Servicios cooperativos
La "Cooperativa Eléctrica de Chazón Ldta." da el servicio de energía eléctrica rural y urbana, televisión por cable, Internet, telefonía celular, alumbrado público, servicio de grúa.

## Sismicidad
La sismicidad de la región de Córdoba es frecuente y de intensidad baja, y un silencio sísmico de terremotos medios a graves cada 30 años en áreas aleatorias. Sus últimas expresiones se produjeron:
- 22 de septiembre de 1908 (116 años), a las 17.00 UTC-3, con 6,5 Richter, escala de Mercalli VII; ubicación 30°30′0″S 64°30′0″O / -30.50000, -64.50000; profundidad: 100 km; produjo daños en Deán Funes, Cruz del Eje y Soto, provincia de Córdoba, y en el sur de las provincias de Santiago del Estero, La Rioja y Catamarca[2]

- 16 de enero de 1947 (78 años), a las 2.37 UTC-3, con una magnitud aproximadamente de 5,5 en la escala de Richter (terremoto de Córdoba de 1947)[1]

- 28 de marzo de 1955 (70 años), a las 6.20 UTC-3 con 6,9 Richter: además de la gravedad física del fenómeno se unió el desconocimiento absoluto de la población a estos eventos recurrentes (terremoto de Villa Giardino de 1955)

- 7 de septiembre de 2004 (20 años), a las 8.53 UTC-3 con 4,1 Richter

- 25 de diciembre de 2009 (15 años), a las 21.42 UTC-3 con 4,0 Richter